# Xenachoffatia
Xenachoffatia is een geslacht van uitgestorven kleine zoogdieren uit het Jura van Portugal. Het was een relatief vroeg lid van de orde van de Multituberculata. Het leefde tijdens het tijdperk van de dinosauriërs en behoort tot de onderorde Plagiaulacida, familie Paulchoffatiidae.

## Naamgeving
Het geslacht Xenachoffatia ('die van Xena Choffat') werd in 1998 benoemd door Gerhard Hahn en Renate Hahn. De typesoort Xenachoffatia oinopion (Hahn & Hahn, 1998) werd gevonden in de Camadas de Guimarota uit het Kimmeridgien (Laat-Jura) van Guimarota, Portugal. De soortaanduiding betekent 'de wijnkleurige', het Homerische epitheton voor de zee, een verwijzing naar het feit dat de vindplaats aan de kustlijn ligt. Overigens moet de soortnaam verplicht Xenachoffatia oinopia zijn maar dat is nog niet geëmendeerd. Het holotype is IPFUB oi (m2)-1, een bovenste tweede linkerkies.
De indeling is gebaseerd op het bezit van drie bovenste molaren.

## Taxonomie
Onderklasse Allotheria Marsh, 1880
- Orde Multituberculata Cope, 1884
  - Onderorde Plagiaulacida Simpson, 1925
    - Familie Paulchoffatiidae Hahn, 1969
      - Onderfamilie Paulchoffatiinae Hahn, 1971
        - Paulchoffatia Kühne, 1961
          - P. delgadoi Kühne, 1961

        - Pseudobolodon Hahn, 1977
          - P. oreas Hahn, 1977
          - P. krebsi Hahn & Hahn, 1994

        - Henkelodon Hahn, 1987
          - H. naias Hahn, 1987

        - Guimarotodon Hahn, 1969
          - G. leiriensis Hahn, 1969

        - Meketibolodon (Hahn, 1978) Hahn, 1993
          - M. robustus (Hahn, 1978) Hahn, 1993

        - Plesiochoffatia Hahn & Hahn, 1999
          - P. thoas Hahn & Hahn, 1998
          - P. peparethos Hahn & Hahn, 1998
          - P. staphylos Hahn & Hahn, 1998

        - Xenachoffatia Hahn & Hahn, 1998
          - X. oinopion Hahn & Hahn, 1998

        - Bathmochoffatia Hahn & Hahn, 1998
          - B. hapax Hahn & Hahn, 1998

        - Kielanodon Hahn, 1987
          - K. hopsoni Hahn, 1987

        - Meketichoffatia Hahn, 1993
          - M. krausei Hahn, 1993

        - Galveodon Hahn & Hahn, 1992
          - G. nannothus Hahn & Hahn, 1992

        - Sunnyodon Kielan-Jaworowska & Ensom, 1992
          - S. notleyi Kielan-Jaworowska & Ensom, 1992